# Карен Хачанов
Карен Хачанов (рус. Карен Абгарович Хачанов; рођен 21. маја 1996, Москва) руски је тенисер.

## Каријера
Освојио је четири АТП титуле у појединачној конкуренцији.
Неко време, његов тренер је био Игор Бисенко у Москви и Ведран Мартић из Сплита. Године 2014. је био под вођством Гала Бланка. Од 2017. тренира са својим претходним тренером Ведраном Мартићем.
На АТП мастерс турнирима најбољи резултат је остварио у Паризу 2018. године када је освојио турнир победивши у финалу Новака Ђоковића.

## Породица
Од априла 2016. године је у браку са Вероником Шклијаевом.

## Финала АТП мастерс 1000 серије

### Појединачно: 1 (1:0)
| Исход    | Бр. | Година | Турнир | Подлога   | Противник     | Резултат |
| -------- | --- | ------ | ------ | --------- | ------------- | -------- |
| Победник | 1.  | 2018.  | Париз  | Тврда (д) | Новак Ђоковић | 7:5, 6:4 |

### Парови: 3 (1:2)
| Исход     | Бр. | Година | Турнир | Подлога   | Партнер       | Противници               | Резултат              |
| --------- | --- | ------ | ------ | --------- | ------------- | ------------------------ | --------------------- |
| Финалиста | 1.  | 2018.  | Мајами | Тврда     | Андреј Рубљов | Боб Брајан Мајк Брајан   | 6:4, 6:7(5:7), [4:10] |
| Финалиста | 2.  | 2019.  | Париз  | Тврда (д) | Андреј Рубљов | Пјер-Иг Ербер Никола Маи | 4:6, 1:6              |
| Победник  | 3.  | 2023.  | Мадрид | Шљака     | Андреј Рубљов | Рохан Бопана Метју Ебден | 6:3, 3:6, [10:3]      |

## Мечеви за олимпијске медаље

### Појединачно: 1 (0:1)
| Исход  | Година | Турнир                   | Подлога | Противник         | Резултат |
| ------ | ------ | ------------------------ | ------- | ----------------- | -------- |
| Сребро | 2020.  | Олимпијске игре у Токију | Тврда   | Александар Зверев | 3:6, 1:6 |

## АТП финала

### Појединачно: 6 (4:2)
| Легенда                        |
| ------------------------------ |
| Гренд слем турнири (0:0)       |
| Завршно првенство сезоне (0:0) |
| АТП мастерс 1000 (1:0)         |
| Олимпијске игре (0:1)          |
| АТП 500 (0:0)                  |
| АТП 250 (3:1)                  |

| Финала по подлози |
| ----------------- |
| Тврда (4:2)       |
| Шљака (0:0)       |
| Трава (0:0)       |

| Финала по локацији |
| ------------------ |
| Отворено (1:2)     |
| Дворана (3:0)      |

| Исход     | Бр. | Датум             | Турнир                | Подлога   | Противник            | Резултат                |
| --------- | --- | ----------------- | --------------------- | --------- | -------------------- | ----------------------- |
| Победник  | 1.  | 2. октобар 2016.  | Ченгду, Кина          | Тврда     | Алберт Рамос-Вињолас | 6:7(4:7), 7:6(7:3), 6:3 |
| Победник  | 2.  | 25. фебруар 2018. | Марсеј, Француска     | Тврда (д) | Лука Пуј             | 7:5, 3:6, 7:5           |
| Победник  | 3.  | 21. октобар 2018. | Москва, Русија        | Тврда (д) | Адријан Манарино     | 6:2, 6:2                |
| Победник  | 4.  | 4. новембар 2018. | Париз, Француска      | Тврда (д) | Новак Ђоковић        | 7:5, 6:4                |
| Финалиста | 1.  | 1. август 2021.   | Токио, Јапан          | Тврда     | Александар Зверев    | 3:6, 1:6                |
| Финалиста | 2.  | 9. јануар 2022.   | Аделејд 1, Аустралија | Тврда     | Гаел Монфис          | 4:6, 4:6                |

### Парови: 3 (1:2)
| Легенда                        |
| ------------------------------ |
| Гренд слем турнири (0:0)       |
| Завршно првенство сезоне (0:0) |
| АТП мастерс 1000 (1:2)         |
| АТП 500 (0:0)                  |
| АТП 250 (0:0)                  |

| Финала по подлози |
| ----------------- |
| Тврда (0:2)       |
| Шљака (1:0)       |
| Трава (0:0)       |

| Финала по локацији |
| ------------------ |
| Отворено (1:1)     |
| Дворана (0:1)      |

| Исход     | Бр. | Датум             | Турнир           | Подлога   | Партнер       | Противници               | Резултат              |
| --------- | --- | ----------------- | ---------------- | --------- | ------------- | ------------------------ | --------------------- |
| Финалиста | 1.  | 31. март 2018.    | Мајами, САД      | Тврда     | Андреј Рубљов | Боб Брајан Мајк Брајан   | 6:4, 6:7(5:7), [4:10] |
| Финалиста | 2.  | 3. новембар 2019. | Париз, Француска | Тврда (д) | Андреј Рубљов | Пјер-Иг Ербер Никола Маи | 4:6, 1:6              |
| Победник  | 1.  | 6. мај 2023.      | Мадрид, Шпанија  | Шљака     | Андреј Рубљов | Рохан Бопана Метју Ебден | 6:3, 3:6, [10:3]      |

## Остала финала

### Тимска такмичења: 1 (1:0)
| Исход    | Бр. | Датум             | Турнир                      | Подлога   | Партнери                                                    | Противници                                                      | Резултат | Извор  |
| -------- | --- | ----------------- | --------------------------- | --------- | ----------------------------------------------------------- | --------------------------------------------------------------- | -------- | ------ |
| Победник | 1.  | 5. децембар 2021. | Дејвис куп, Мадрид, Шпанија | Тврда (д) | Данил Медведев Андреј Рубљов Аслан Карацев Јевгениј Донској | Марин Чилић Нино Сердарушић Борна Гојо Мате Павић Никола Мектић | 2:01     | [ 16 ] |

1 Наступио је у полуфиналу Дејвис купа али није био у финалној постави.